# Guldplatshagen
Guldplatshagen este o arie protejată (arie specială de conservare — SAC, sit de importanță comunitară — SCI) din Suedia întinsă pe o suprafață de 1,9 ha, integral pe uscat.

## Localizare
Centrul sitului Guldplatshagen este situat la coordonatele 59°46′30″N 14°19′19″E / 59.775°N 14.3219°E.

## Înființare
Situl Guldplatshagen a fost declarat sit de importanță comunitară în ianuarie 2002 pentru a proteja 1 specie de plante. Situl a fost protejat și ca arie specială de conservare în martie 2011.

## Biodiversitate
Situată în ecoregiunea boreală, aria protejată conține 1 habitat natural: Fânețe montane.
La baza desemnării sitului se află o specie protejată de  plante: papucul doamnei (Cypripedium calceolus).